# André Lwoff
André Michel Lwoff, né le 8 mai 1902 à Ainay-le-Château (Allier) et mort le 30 septembre 1994 à Paris, est un chercheur en biologie français et lauréat en 1965 du prix Nobel de physiologie ou médecine.

## Biographie
André Lwoff est né à Ainay-le-Château d'un père médecin-psychiatre des Asiles de la Seine, Salomon Lwoff, et d'une mère peintre et sculpteur, Maria Jakovlevna Simonovitch (1864-1955) tous deux d'origine ukrainienne (issus du Gouvernement de Poltava, aujourd'hui en Ukraine) et de confession juive.
Après des études secondaires au lycée Voltaire, il poursuit des études supérieures à la faculté de médecine de Paris et à la Sorbonne.
En 1921, il est l'élève d'Édouard Chatton dont il sera le collaborateur durant les mois d'été à Roscoff et à Banyuls jusqu'en 1938. Grâce à Chatton, Lwoff entre en 1922 au laboratoire colonial de l'Institut Pasteur de Félix Mesnil, où il étudie les ciliés,. Il devient chef de laboratoire en 1929 et s'y voit confier la direction du Service de physiologie microbienne.
En 1932-1933, grâce à la Fondation Rockfeller, il effectue des recherches dans le laboratoire d'Otto Meyerhof  à Heidelberg, et en 1936 dans le laboratoire de David Keilin à Cambridge.
Pendant la Seconde Guerre mondiale, après avoir refusé l'exil aux États-Unis proposé par Louis Rapkine et la Fondation Rockefeller, Lwoff rejoint les réseaux résistants Cohors-Asturies, dirigés par Jean Cavaillès et Jean Gosset, ainsi que le réseau Shelburn, affilié aux services secrets britanniques . 
En 1962, Lwoff introduit une nouvelle Classification des virus qui sera adoptée par le Comité international de taxonomie des virus.
Tout comme sa femme Marguerite (1905-1979), il a travaillé sur le rôle de la fièvre dans la guérison des infections virales.
Il reçoit le prix Nobel de physiologie ou médecine en 1965, avec François Jacob et Jacques Monod, pour la découverte du mécanisme utilisé par certains virus (plus exactement des provirus) pour infecter des bactéries. Son allocution lors de la remise du prix est reproduite dans Le Figaro littéraire.
André Lwoff est également intervenu, en qualité de témoin présenté par la défense de Patrick Henry (assurée par Me Robert Badinter et Me Robert Bocquillon) lors du procès de celui-ci devant la cour d'assises de Troyes (janvier 1977). En effet, le prix Nobel qui lui avait été décerné en faisait un témoin de poids pour ce procès de la peine de mort. Sa conviction était profondément abolitionniste.